# Liste d'écrivains québécois par année de décès
 (mars 2025).
Ceci est une liste d'auteurs québécois par ordre chronologique d'année de décès, afin de déterminer si leurs œuvres peuvent faire partie du domaine public au Canada.
Visualisez cette liste par ordre chronologique de naissance.

## XVIIIesiècle
- Pierre du Calvet (1735-1786)
- Valentin Jautard (1736-1787)
- Fleury Mesplet (1734-1794)

## XIXesiècle

### 1801-1810
- Joseph Quesnel (1746-1809)

### 1811-1820
- Pierre de Sales Laterrière (1743-1815)

### 1821-1830
- Joseph-Octave Plessis (1763-1825)

### 1831-1840
- Marie-Thomas Chevalier de Lorimier (1805-1839)

### 1841-1850
- Philippe Aubert de Gaspé, fils (1814-1841)

### 1851-1860
- Michel Bibaud (1782-1857)

### 1861-1870
- François-Réal Angers (1812-1860)
- Ross Cuthbert (1776-1861)
- Patrice Lacombe (1807-1863)
- François-Xavier Garneau (1809-1866)

### 1871-1880
- Philippe Aubert de Gaspé, père (1786-1871)
- George-Étienne Cartier (1814-1873)
- Octave Crémazie (1827-1879)

### 1881-1890
- Antoine Gérin-Lajoie (1824-1882)
- Louis Riel (1844-1885)
- Napoléon Aubin (1812-1890)
- Pierre-Joseph-Olivier Chauveau (1820-1890)

### 1891-1900
- Joseph-Guillaume Barthe (1816-1893)
- Pierre-Georges Boucher de Boucherville (1814-1894)
- Joseph-Charles Taché (1820-1894)
- Joseph Marmette (1844-1895)
- Louis-Antoine Dessaulles (1819-1895)

## XXesiècle

### 1901-1910
- Arthur Buies (1840-1901)
- Henri-Raymond Casgrain (1831-1904)
- Alfred Garneau (1836-1904)
- Jules-Paul Tardivel (1851-1905)
- Honoré Beaugrand (1848-1906)
- Edmond de Nevers (1862-1906)
- Louis-Honoré Fréchette (1839-1908)

### 1911-1920
- Arthur de Bussières (1877-1913)
- William Chapman (1850-1917)
- Pamphile Le May (1837-1918)
- Jules Fournier (1884-1918)
- Charles Gill (1871-1918)
- Eudore Évanturel (1852-1919)
- Adolphe-Basile Routhier (1839-1920)

### 1921-1930
- Arsène Bessette (1873-1921)
- Benjamin Sulte (1841-1923)
- Alphonse Beauregard (1881-1924)
- Albert Lozeau (1878-1924)
- Laure Conan (1845-1924)

### 1931-1940
- Nérée Beauchemin (1850-1931)
- Olivar Asselin (1874-1937)

### 1941-1950
- Ernest Choquette (1862-1941)
- Émile Nelligan (1879-1941)
- Jean-Aubert Loranger (1896-1942)
- Camille Roy (1870-1943)
- Hector de St-Denys Garneau (1912-1943)
- Louis Dantin (1865-1945)
- Fadette (Henriette Dessaulles) (1860-1946)
- Marcel Dugas (1883-1947)
- Éva Circé-Côté (1871-1949)

### 1951-1960
- Paul de Martigny (1872-1951)
- Rodolphe Girard (1879-1956)
- Blanche Lamontagne-Beauregard (1889-1958)
- Albert Laberge (1871-1960)
- Paul-Émile Borduas (1905-1960)
- Philippe Panneton (1895-1960)
- Jean Charbonneau (1875-1960)

### 1961-1970
- Paul Morin (1889-1963)
- Lionel Groulx (1878-1967)
- Léo-Paul Desrosiers (1896-1967)
- Robert Charbonneau (1911-1967)
- Jean-Charles Harvey (1891-1967)
- Germaine Guèvremont (1893-1968)
- Marie-Claire Daveluy (1880-1968)
- Émile Coderre (1893-1970)
- Gaston Gouin (1944-1970)

À compter des auteurs décédés en 1972 ou après, ces auteurs ne répondent pas au critère de l'année de décès + 51 (année suivant le 50e anniversaire de la date de décès), et donc, ne peuvent faire partie du domaine public au Canada.

### 1971-1980
- Claude Gauvreau (1925-1971)
- Albert Pelletier (1896-1971)
- Alain Grandbois (1900-1975)
- Robert de Roquebrune (1889-1976)
- Claude-Henri Grignon (1894-1976)
- Hubert Aquin (1929-1977)
- André Giroux (1916-1977)
- Alfred DesRochers (1901-1978)

### 1981-1990
- Jovette Bernier (1900-1981)
- Marie Uguay (1955-1981)
- Félix-Antoine Savard (1896-1982)
- Émile Legault (1906-1983)
- Yves Thériault (1915-1983)
- Gabrielle Roy (1909-1983)
- Roger Duhamel (1916-1985)
- Jacques Ferron (1921-1985)
- Françoise Gaudet-Smet (1902-1986)
- Simone Routier (1901-1987)
- Felix Leclerc (1914-1988)

### 1991-2000
- Alice Parizeau (1930-1990)
- Hugh MacLennan (1907-1990)
- Robert Choquette (1905-1991)
- Roger Lemelin (1919-1992)
- Victor Barbeau (1896-1994)
- Gérald Godin (1938-1994)
- Françoise Loranger (1913-1995)
- Marcel Gamache (1913-1995)
- Pauline Cadieux (1907-1996)
- Gilles Hénault (1920-1996)
- Laurence Beaulieu-Beaudoin (1919-1996)
- Gaston Miron (1928-1996)
- Fernand Dumont (1927-1997)
- Rina Lasnier (1910-1997)
- Patrick Straram (1934-1988)
- Pierre Vallières (1938-1998)
- Louis-Martin Tard (1921-1998)
- Gratien Gélinas (1909-1999)
- Janou Saint-Denis (1930-2000)
- Anne Hébert (1916-2000)

### 2001-2010
- Mordecai Richler (1931-2001)
- Georges Dor (1931-2001)
- André Cailloux (1920-2002)
- Émile Ollivier (1940-2002)
- Wilfrid Lemoine (1927-2003)
- Pierre Bourgault (1934-2003)
- Gérard Bessette (1920-2005)
- Jean-Paul Desbiens (1927-2006)
- Michel Vastel (1940-2008)
- Nadine Decobert (1948-2008)
- Arlette Fortin (1949-2009)
- Nelly Arcan (1975-2009)
- Michel David (1944-2010)
- Robert J Mailhot (1977-2010)
- Pierre Vadeboncœur (1920-2010)

### 2011-2020
- Paul-Marie Lapointe (1929-2011)
- Gil Courtemanche (1943-2011)
- Roger Fournier (1929-2012)
- Michel Cailloux (1931-2012)
- Clément Marchand (1912-2013)
- Jacqueline Lessard (1945-2013)
- Gaétan Soucy (1958-2013)
- Claire Martin (1914-2014)

### 2021-
- François Ricard (1947-2022)
- François Blais (1973-2022)
- Victor-Lévy Beaulieu (1945-2025)